# Puente del 6 de Octubre
El Puente del 6 de Octubre (en árabe: جسر 6 أكتوبر) es una autopista elevada en el centro de El Cairo, Egipto. Los 20,5 km del puente y calzada cruzan el río Nilo desde los suburbios de la orilla occidental, al este por la isla Gezira al Centro de El Cairo, y conecta la ciudad con el aeropuerto internacional de El Cairo, al este.
Su nombre conmemora la fecha de "el cruce", que comenzó el día del estallido de la guerra de octubre de 1973.
Durante las protestas egipcias de 2011, el puente fue una importante ruta de las manifestaciones hacia la plaza Tahrir, y también en sí fue escenario de violentos enfrentamientos entre manifestantes pro Mubarak y los manifestantes anti Mubarak.